# Mijaíl Puliáyev
Mijaíl Serguéyevich Puliáyev –en ruso, Михаил Сергеевич Пуляев– (Podolsk, 22 de junio de 1987) es un deportista ruso que compite en judo.
Ganó tres medallas de plata en el Campeonato Mundial de Judo, entre los años 2014 y 2017, y dos medallas de bronce en el Campeonato Europeo de Judo, en los años 2014 y 2015.
En los Juegos Europeos de Bakú 2015 consiguió dos medallas de bronce (–66 kg y equipo).

## Palmarés internacional
| Campeonato Mundial | Campeonato Mundial    | Campeonato Mundial | Campeonato Mundial |
| Año                | Lugar                 | Medalla            | Categoría          |
| ------------------ | --------------------- | ------------------ | ------------------ |
| 2014               | Cheliábinsk (Rusia)   | Medalla de plata   | –66 kg             |
| 2015               | Astaná (Kazajistán)   | Medalla de plata   | –66 kg             |
| 2017               | Budapest (Hungría)    | Medalla de plata   | –66 kg             |
| Juegos Europeos    |                       |                    |                    |
| Año                | Lugar                 | Medalla            | Categoría          |
| 2015               | Bakú (Azerbaiyán)     | Medalla de bronce  | –66 kg             |
| 2015               | Bakú (Azerbaiyán)     | Medalla de bronce  | Equipo             |
| Campeonato Europeo |                       |                    |                    |
| Año                | Lugar                 | Medalla            | Categoría          |
| 2014               | Montpellier (Francia) | Medalla de bronce  | –66 kg             |
| 2015               | Bakú (Azerbaiyán)     | Medalla de bronce  | –66 kg             |